# حسین حسنی بافرانی
حسین حسنی بافرانی (زادهٔ ۱۳۴۶ در نائین) نمایندهٔ حوزهٔ انتخابیهٔ نائین در دورهٔ هفتم مجلس شورای اسلامی بوده‌است. وی پیش‌تر در دورهٔ هشتم نیز عضو این مجلس بود.